# 好き好き大好き超愛してる。
『好き好き大好き超愛してる。』（すきすきだいすきちょうあいしてる）は、舞城王太郎の小説である。『群像』2004年1月号初出。同年8月講談社より単行本が刊行。
副題は『♥♥♥UI♥U! (Love Love Love You I Love You!)』である。

## 概要
2004年8月7日に講談社より単行本が刊行された。単行本には、『ファウスト』創刊号に掲載された短編『ドリルホール・イン・マイ・ブレイン』舞城本人のカラーイラスト数葉が同時収録された。2006年に講談社ノベルス版も刊行され、2008年には講談社文庫版が出た。文庫版のカバー装画は、舞城自身が描いている。
第131回（2004年上半期）の芥川龍之介賞候補作となった。池澤夏樹、山田詠美などは推したが、受賞は逃した。審査員の石原慎太郎からは、「タイトルを見ただけでうんざりした」と評された。

## ストーリー
小説家である主人公・治と、主人公の恋人である死んでしまった柿緒との恋愛小説。柿緒I、柿緒II、柿緒IIIで小節に分かれており、その小節の間に全く別の話になるSF的な恋愛小説を挟むような形式になっている。順序としては【冒頭】【智依子】【柿緒I】【佐々木妙子】【柿緒II】【ニオモ】【柿緒III】となる。
柿緒
リンパ腫によりこの世を去った柿緒の死後、治は柿緒の2人の弟、賞太と慶喜との付き合いを通じながら、柿緒と過ごした日々を回想する。
智依子
東京都調布市に住む大学生・巧也の恋人・智依子は、害虫ASMAが身体に入り増殖し身体を破壊されて、命の危機にさらされながら入院している。ある日、巧也は病院へ向かう途中、不良3人にからまれ喧嘩をしてしまう。不良たちは麻薬でラリっていて、巧也は不良たちをボコボコにして病院送りにする。不良たちは公園を根城にして恐喝を繰り返していたグループで、その公園のトイレから1人の少女が発見される。少女は救急車で搬送されるが、救急隊員らを暴行して逃走。その少女が、智依子の入院する病室へ現れる。
佐々木妙子
中学生の三坂ツトムは、夢の中で砂浜にいる。砂浜には足跡があり、それを追ってきたらしい。しかし、足跡は途中で途切れている。しかし、追っていた女の子の顔は思い出せても名前は思い出せない。そして、ここが夢の中だと気づく。すると、ミスターシスターというおじさんに会う。彼の役目は、夢の壊れた部分を直す「夢の修理屋」。ミスターシスターによれば、夢の世界から1人の少女が消えたという。
ニオモ
調布基地に所属するアダムの石原は、イヴであるニオモと「ろっ骨融合」を結び、ニオモを操縦して神と戦っている。石原にとって、ニオモは7人目のイヴ。石原はニオモを気に入っているが、ニオモは、石原とはろっ骨が合わないと感じている。ある日の戦闘で、ニオモの友達だった夜シミが神に殺される。夜シミのアダムだった長崎哲郎は、夜シミの死の瞬間、夜シミのろっ骨で自らの腹を刺す。

## 舞台
2012年11月7日から11日まで演劇ユニットのオーストラ・マコンドーによってTOKYO FM HALLにて公演された。演出は倉本棚幸が担当した。告知イラストは今井トゥーンズが描いている。主演として、治役は郭智博、柿緒役は和希沙也が務めた。